# Želenice (okres Kladno)
Želenice (eerder: Želunice - Duits: Zelentz of Schelenitz) is een Tsjechische gemeente in de regio Midden-Bohemen en maakt deel uit van het district Kladno. Het dorp ligt op 6 km afstand van Slaný.
Želenice telt 214 inwoners (2024).

## Geschiedenis
Želenice werd gesticht op een plaats waar, volgens archeologische vondsten, bewijs is van nederzettingen uit de touwbeker-, únětice-, bylanská-, La Tène- en vroege christelijke cultuur. In 1843 werd hier een Latijnse bronzen speld gevonden, die daarna werd tentoongesteld in het Nationaal Museum in Praag.
Vanaf de 10e eeuw behoorde het dorp tot het maagdenklooster van de benedictijner nonnen op de Praagse burcht. In 1305 gaf koning Wenceslaus II van Bohemen het samen met een deel van het naburige dorp Knovíz aan de nieuw opgerichte koninklijke stad Slaný. In 1316 werd Bolebor van Želenice als heer genoemd. In 1547 werd Želenice samen met alle naburige dorpen geconfisqueerd, maar in 1562 werd alles weer bij Slaný ondergebracht. Na de Slag op de Witte Berg werd het dorp opnieuw geconfisqueerd van de stad, samen met Netovice, Plchov en een deel van Humny. In 1622 werd het dorp, samen met enkele andere, verkocht aan Jaroslav Bořit van Martinice. Vervolgens maakte het dorp enkele eeuwen deel uit van het Smečno, onder de familie Clam-Martinic, tot de afschaffing van het feodalisme in 1848.
Sinds 1960 is Želenice een zelfstandige gemeente binnen het district Kladno.

## Bezienswaardigheden

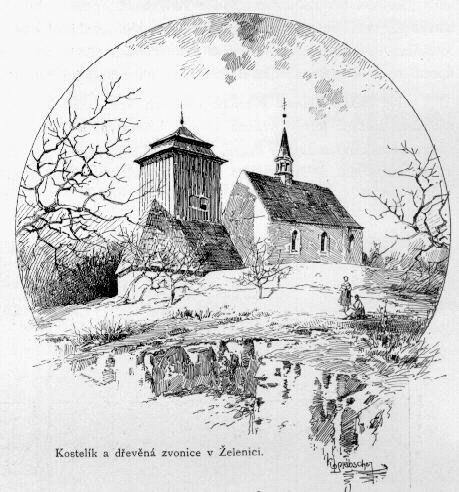
De kerk op een schilderij van Karel Liebscher

De monumentale Kerk van Sint-Jacob de Meerdere is het bekendste gebouw van het dorp. Antonín Podlaha stelt dat het schip van de kerk waarschijnlijk uit de romaanse periode stamt. De kerk werd voor het eerst genoemd in 1227, maar het bekraste pleisterwerk van het schip aan de noordkant bevestigt dat de kerk al ouder is, mogelijk van de 11e en ten hoogste van de 12e eeuw.
Naast de kerk, achter de kleine begraafplaats, staat een monumentale houten klokkentoren met een laag mansardedak. De klokken op de klokkentoren van Želenice dateren uit 1613 en zijn vervaardigd door Jindřich Senomatský uit Štennštat, met later toegevoegde bellen uit 1581 van Brikčič van Cinperk uit Nové Město Pražský.
Drie monumentale bomen in het dorp beschermd: een zomereik en twee zomerlindes. In de vallei ten noorden van het dorp, langs de weg naar Podlešín, ligt het natuurmonument Podlešínská skalní jehla.

## Verkeer en vervoer

### Autowegen
Er leiden regionale wegen naar het dorp. Opmerkelijk is dat er tussen Želenice en Třebusice, dat ongeveer 1 km verderop ligt, geen weg loopt. 

### Spoorlijnen
Spoorlijn 121 Hostivice - Podlešín doorkruist de gemeente; station Želenice u Slaného ligt 2 km buiten het dorp. Sinds mei 2004 rijden er geen passagierstreinen meer op de lijn. Van maart 2007 tot en met 2011 waren er nog wel enkele weekendtreinen voor fietstoeristen, maar die halteerden niet in Želenice.
Sinds de jaren 1990 is het gebied rond het station veranderd in een zigeunerkamp, ontstaan uit eerdere zigeunerbewoners die voor de Tsjechische spoorwegen werkten. Het stationsgebouw verkeert in slechte staat en vervoerder České Drahy, die nog steeds eigenaar van het gebouw en de lijn is, overweegt om het te laten slopen.

### Buslijnen
Er is één bushalte in het dorp die wordt bediend door lijn 456 Slaný - Libčice (vervoerder: AUTODOPRAVA LAMER), 620 Kralupy nad Vltavou - Kladno (vervoerder: Valenta BUS) en 623 Kladno - Velvary (vervoerder: ČSAD MHD Kladno).

## Geboren in Želenice
- Jan Evangelista Št'astný (1824–1913), hoogleraar en schrijver van lesboeken
- František Kytka (1845–1898), uitgever, boekhandelaar en Praags politicus

## Galerĳ

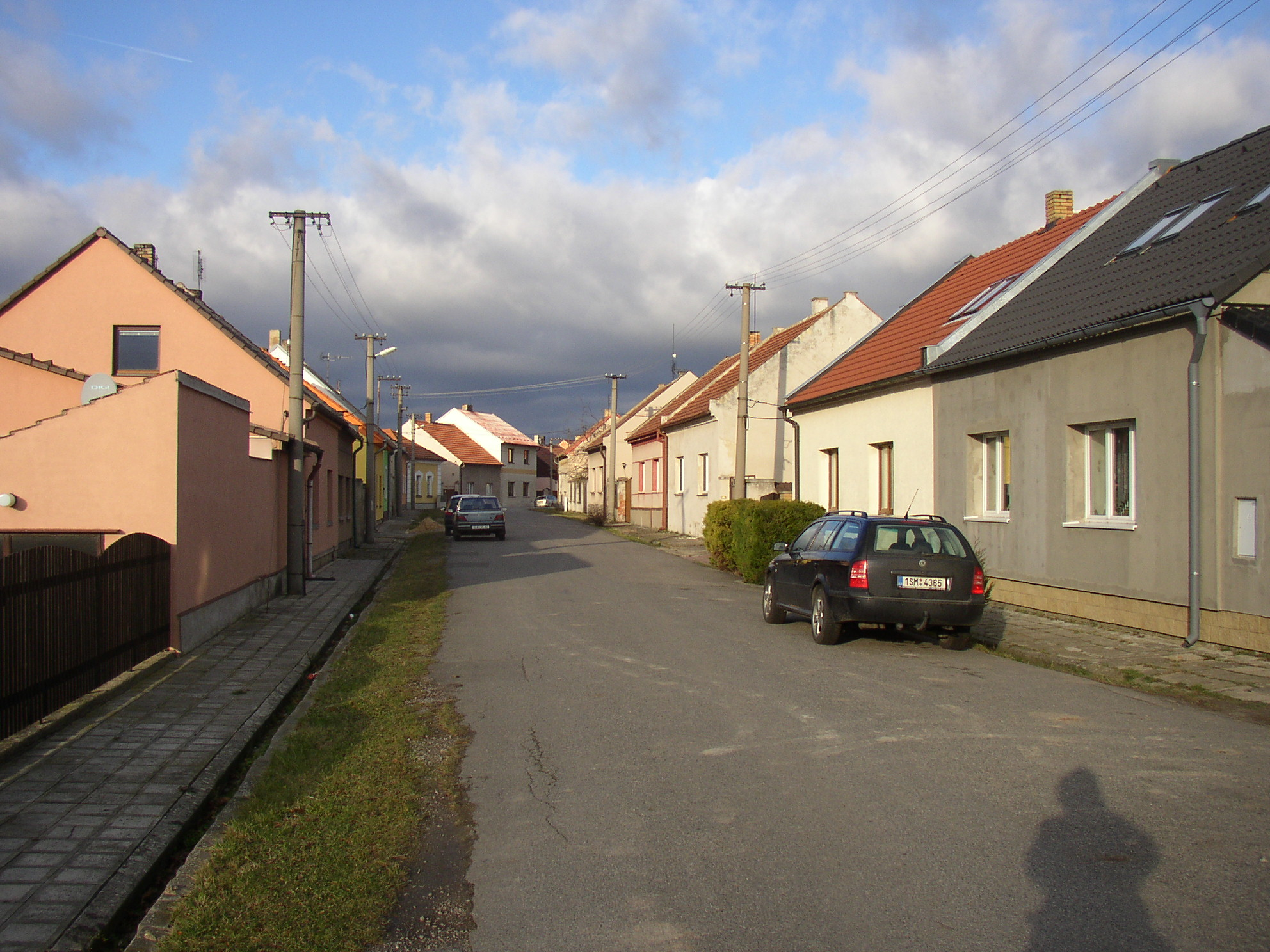
Straat in het dorp
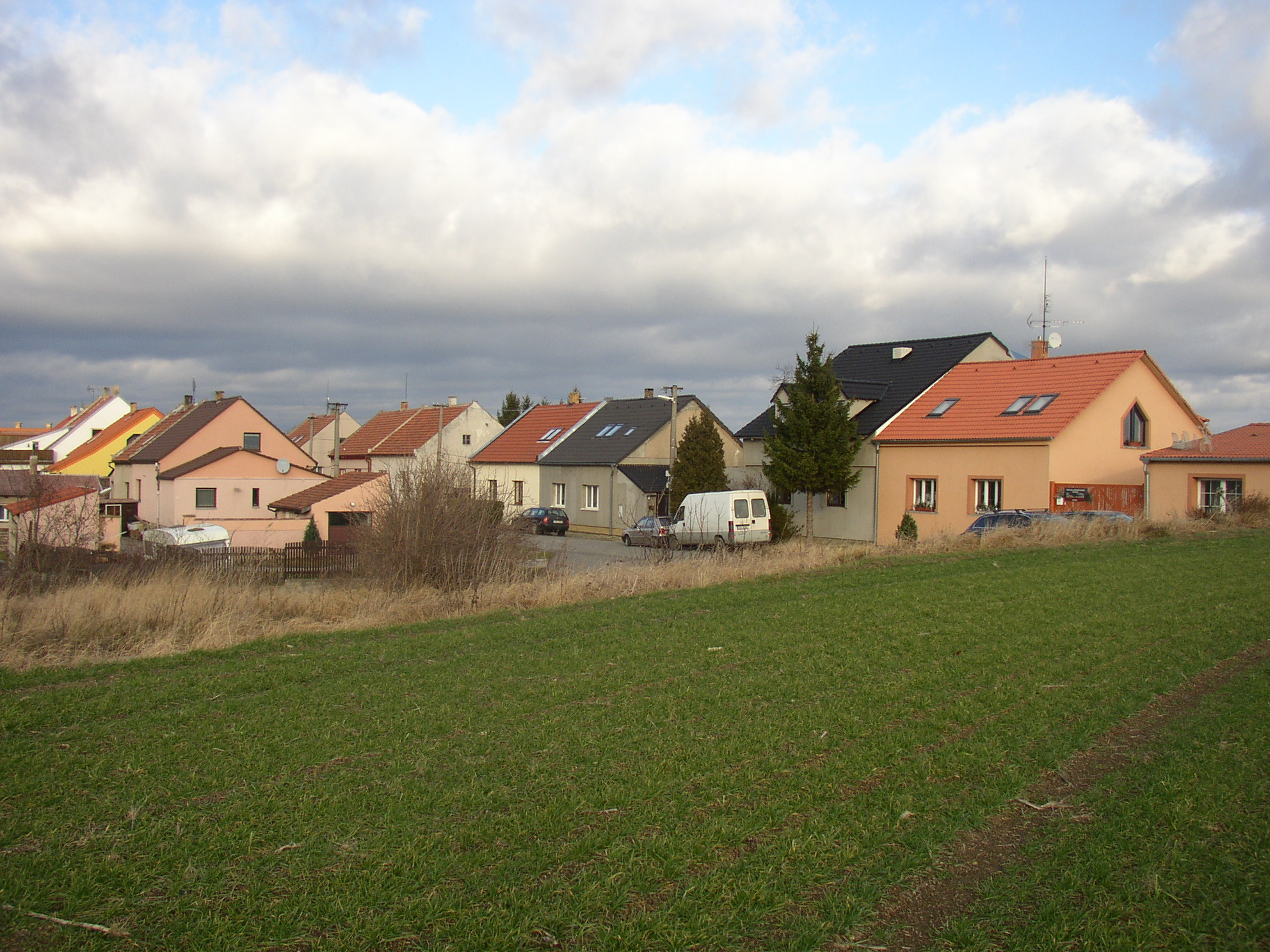
Straat aan de zuidkant van het dorp
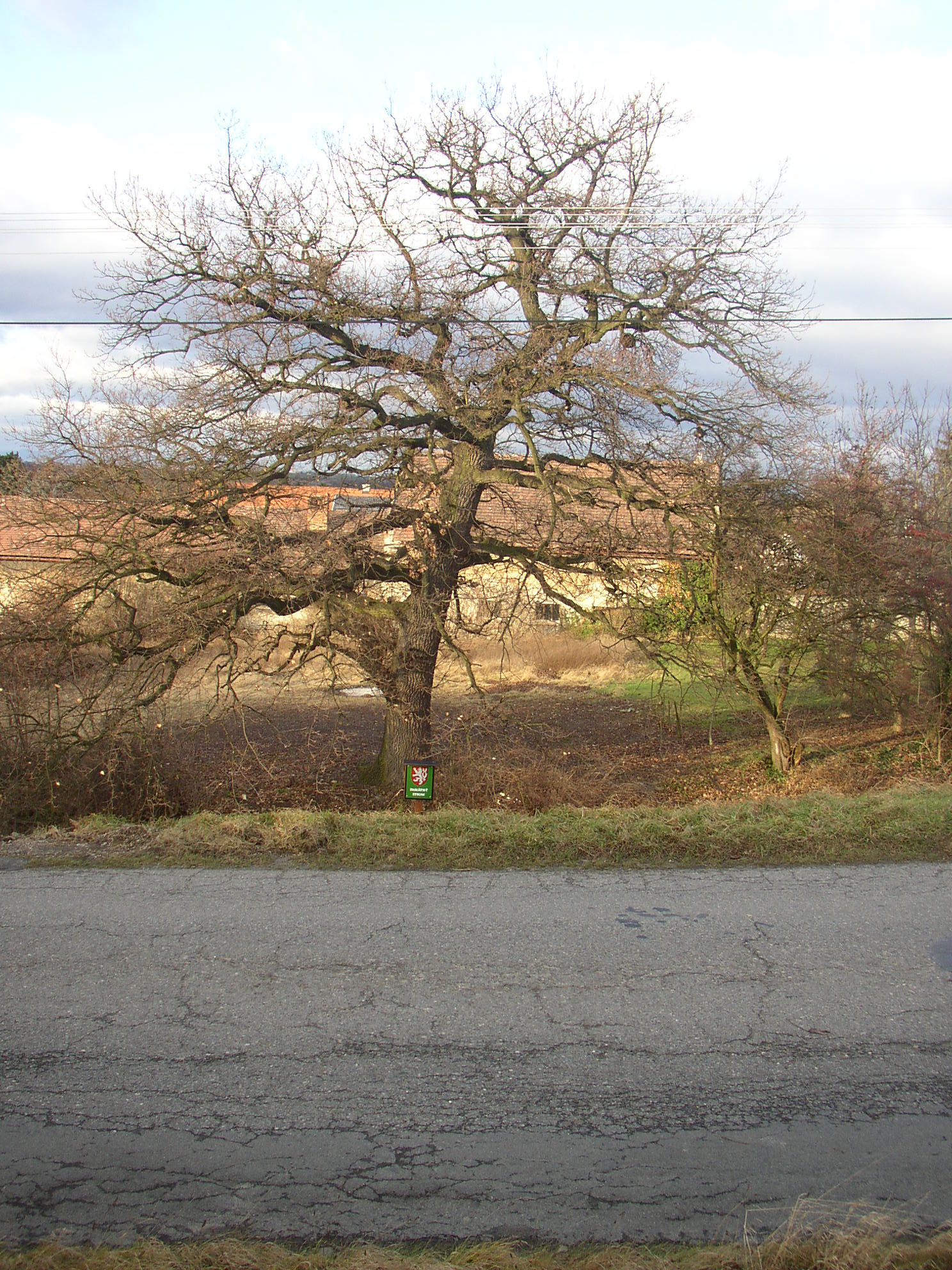
Monumentale zomereik
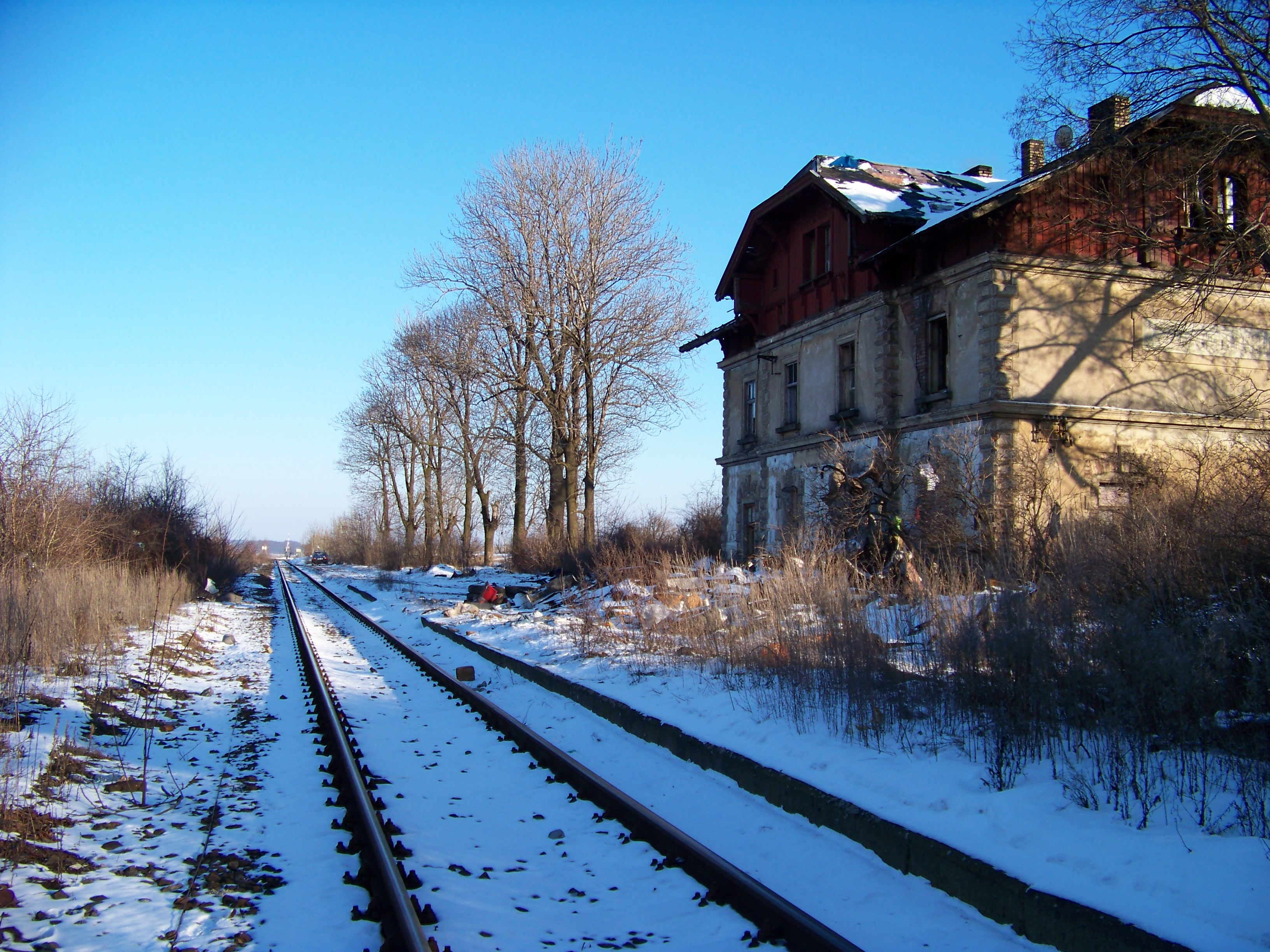
Stationsgebouw (1)
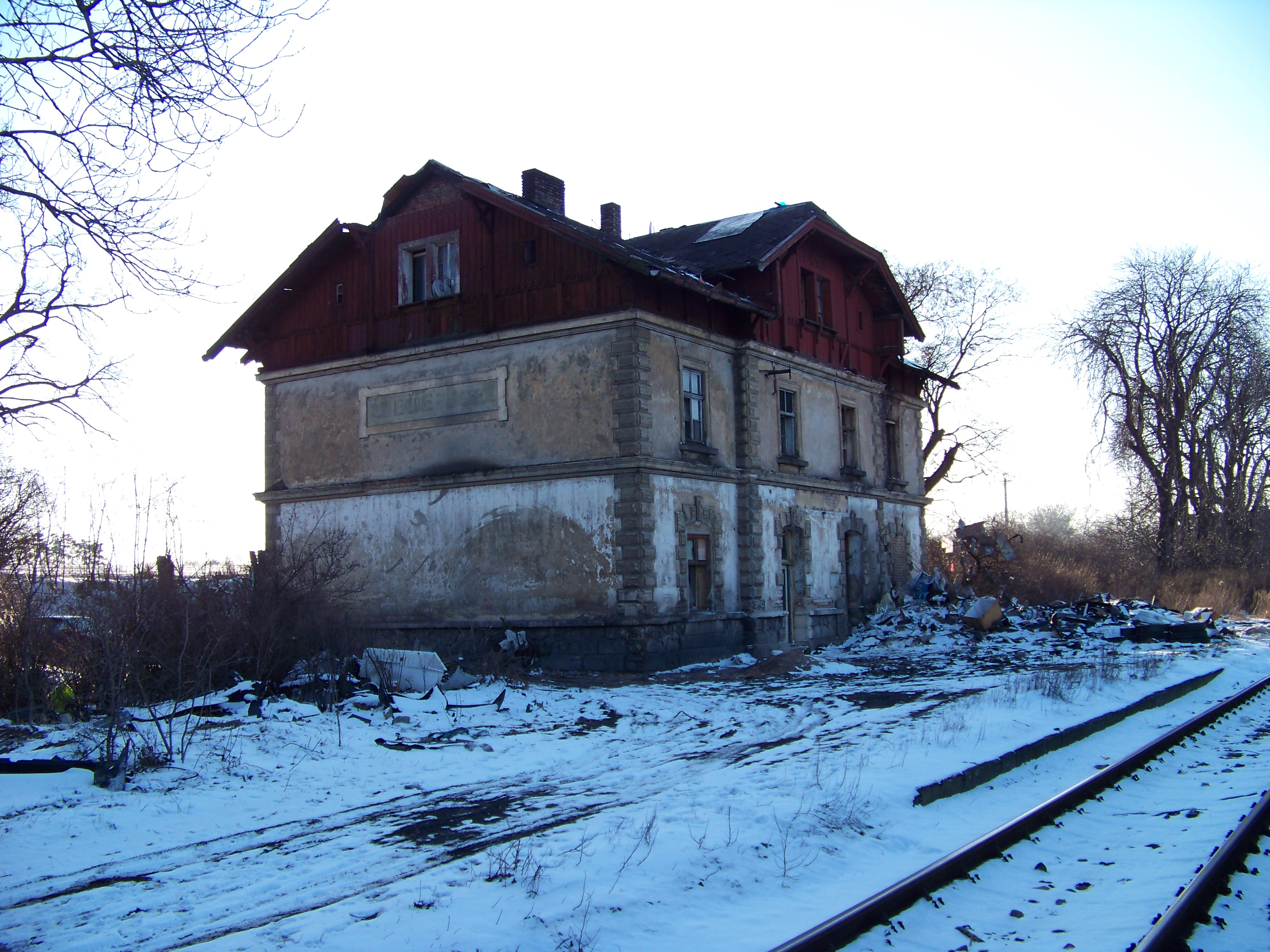
Stationsgebouw (2)